# CCL21
CCL21 (englisch CC-chemokine ligand 21) ist ein Zytokin aus der Familie der CC-Chemokine.

## Eigenschaften
CCL21 ist an Entzündungsprozessen beteiligt. Es besitzt sechs statt der üblichen vier Cysteine. CCL21 bindet an den Rezeptor CCR7.